# チャールズ・サマセット (初代ウスター伯)
初代ウスター伯チャールズ・サマセット（Charles Somerset, 1st Earl of Worcester, KG, 1460年 - 1526年3月15日）は、イングランドの貴族。ボーフォート家の出身でサマセット家の祖。サマセット公ヘンリー・ボーフォートとジョアン・ヒルの庶子である。

## 生涯
1464年に薔薇戦争におけるヘクサムの戦いに敗れた父が処刑された時、庶子だったチャールズはサマセット公位を継げず、叔父のエドムンドが継承した。チャールズはサマセット公位にちなみ家名を改め、サマセット家を興した。1471年に叔父も処刑され、ボーフォート家は断絶した。
しかし、1485年に又従兄に当たるヘンリー7世が即位すると、翌1486年にチャールズはヨーマン・オブ・ザ・ガード隊長に任命され、1496年にガーター勲章を授けられ、1508年に宮内長官にも任じられた。ヘンリー8世にも重用され、1514年にウスター伯に叙爵、1520年に開かれた金襴の陣の準備係を務めた。1526年に死去、息子のヘンリー・サマセットがウスター伯位を継承、子孫はボーフォート公となり高位のイングランド貴族に列せられた。

## 子女
3回結婚して5人の子を儲けた。最初の妻でペンブルック伯ウィリアム・ハーバートの娘エリザベスとの間に2人の子を儲けた。
1. ヘンリー（1496年 - 1549年）
2. エリザベス（? - ?） - サー・ジョン・サヴェージと結婚、ウィリアム・ブレレートンと再婚

2度目の妻でデ・ラ・ウォー男爵トマス・ウェストの娘エリザベスと再婚、3人の子を儲けた。
1. チャールズ（? - ?）
2. ジョージ（? - ?）
3. メアリー（? - ?） - グレイ・ド・ウィルトン男爵ウィリアム・グレイと結婚、ロバート・カレーと再婚

3度目に2代サットン男爵エドワード・サットンの娘エリナーと結婚したが、子はいなかった。